# Smoke DZA
Sean Pompey (Harlem, New York, SAD, 8. veljače 1984.), bolje poznat po svom umjetničkom imenu Smoke DZA je američki reper i tekstopisac. Prvi put je zapažen 2009. godine kada je objavio svoj prvi miksani album Substance Abuse. Godine 2010. odmah je objavio drugi album George Kush Da Button. Sljedeće godine uslijedila su tri miksana albuma, a 2012. je objavio i svoj prvi EP Cuz I Felt Like It.

## Diskografija

### EP-ovi
- Cuz I Felt Like It (2012.)

### Miksani albumi
- Substance Abuse (2009.)
- Substance Abuse 1.5: The Headstash (2010.)
- George Kush Da Button (2010.)
- The Hustlers Catalogue (2011.)
- Rolling Stoned (2011.)
- Sweet Baby Kushed God (2011.)
- Rugby Thompson (2012.)